# إلدن رولاند
إلدن رولاند (بالإنجليزية: Elden Rowland)‏ هو رسام أمريكي، ولد في 31 مايو 1915 في سينسيناتي في الولايات المتحدة، وتوفي في 22 فبراير 1982 في ساراسوتا في الولايات المتحدة.